# Колумбия на летних Олимпийских играх 2008
Колумбия принимала участие в Летних Олимпийских играх 2008 года в Афинах (Греция) в семнадцатый раз за свою историю, и завоевала одну бронзовую и одну серебряную медали. Сборную страны представляли 24 женщины. В олимпиаде участвовало рекордное число спортсменов Колумбии.

## 02!Серебро
- Тяжёлая атлетика, мужчины — Диего Фернандо Салазар.

## 03!Бронза
- Борьба, женщины — Жакелине Рентерия.

## Результаты соревнований

### Академическая гребля
В следующий раунд из каждого заезда проходили несколько лучших экипажей (в зависимости от дисциплины). В финал A выходили 6 сильнейших экипажей, остальные разыгрывали места в утешительных финалах B-F.
Мужчины
| Соревнование | Спортсмены    | Предварительный заезд | Предварительный заезд | Предварительный заезд | Отборочный заезд | Отборочный заезд | Отборочный заезд | Четвертьфинал | Четвертьфинал | Четвертьфинал | Полуфинал     | Полуфинал     | Полуфинал     | Финал   | Финал   | Итоговое место |
| Соревнование | Спортсмены    | Заезд                 | Время                 | Место                 | Заезд            | Время            | Место            | Заезд         | Время         | Место         | Заезд         | Время         | Место         | Время   | Место   | Итоговое место |
| ------------ | ------------- | --------------------- | --------------------- | --------------------- | ---------------- | ---------------- | ---------------- | ------------- | ------------- | ------------- | ------------- | ------------- | ------------- | ------- | ------- | -------------- |
| одиночки     | Родриго Идеус | 6                     | 7:56,85               | 5                     | Не проводится    | Не проводится    | Не проводится    | Не участвовал | Не участвовал | Не участвовал | Полуфинал E/F | Полуфинал E/F | Полуфинал E/F | Финал E | Финал E | 27             |
| одиночки     | Родриго Идеус | 6                     | 7:56,85               | 5                     | Не проводится    | Не проводится    | Не проводится    | Не участвовал | Не участвовал | Не участвовал | 1             | 7:29,71       | 2             | 7:18,61 | 4       | 27             |